# Fagiano Okajama
Fagiano Okajama (japonsky ファジアーノ岡山) je japonský fotbalový klub z města Okajama hrající v J2 League. Klub byl založen v roce 1975 pod názvem River Free Kickers. V roce 2009 se připojili do J.League, profesionální japonské fotbalové ligy. Svá domácí utkání hraje na City Light Stadium.

## Významní hráči
- Kengo Kawamata
- Daiki Iwamasa
- Akira Kadži
- Ilian Stojanov